# Найденово (Тверская область)
Найденово  — деревня в Рамешковском районе Тверской области.

## География
Находится в восточной части Тверской области на расстоянии приблизительно 24 км на юг по прямой от районного центра поселка Рамешки.

## История
В 1858 году в русской государственной деревне Наденская — 22 двора, в 1886 году 43 хозяйства. В советское время работали колхозы «Трактор» и «Кушалино». В 2001 году в 31 доме жили местные жители, 20 домов принадлежало наследникам и дачникам. До 2021 входила в сельское поселение Кушалино Рамешковского района до их упразднения.

## Население
Численность населения: 174 человека (1859 год), 243 (1886), 90 (1989), 72 (русские 94 %) в 2002 году, 75 в 2010.